# Cantate con me!
Cantate con me! è un film del 1940 diretto da Guido Brignone, tratto da un romanzo di Maria Volpi Nannipieri.

## Trama
La moglie di un farmacista si infatua di un celebre tenore e tenta di convincerlo ad accompagnarla in città per assistere alla rappresentazione della Tosca. Al suo rifiuto, lei lo segue lo stesso dopo aver scritto al marito. Il tenore però riesce a farla ragionare e la persuade a ritornare dal consorte.

## Colonna sonora
Nel film sono presenti brani di Giuseppe Verdi e Giacomo Puccini diretti da Luigi Ricci e canzoni di Cesare Andrea Bixio, cantate da Giuseppe Lugo.

## Distribuzione
Originariamente distribuito dalla E.N.I.C., il film uscì nelle sale cinematografiche il 9 ottobre 1940.